# 貝瑞塔Mx4 Storm衝鋒槍
貝瑞塔Mx4 Storm（英語：Beretta Mx4 Storm）是一款由意大利槍械製造商貝瑞塔為軍事用途和執法機關使用而研製和生產的冲锋枪，是貝瑞塔Cx4 Storm的短槍管全自動軍警用型版本，發射9×19毫米帕拉貝倫口徑手枪子彈。
貝瑞塔Mx4 Storm在2011年阿拉伯联合酋长国的「國際防務展覽及會議」（IDEX）以上首度展出。
貝瑞塔Mx4 Storm並不在任何民用市場上銷售。

## 設計細節
與Cx4 Storm一樣，貝瑞塔Mx4 Storm是一枝由合金和聚合物製造的閉鎖式槍機和直接反沖作用式操作的槍械，以及使用相同的靈巧的控制。不同的是，它裝有一根長度為312毫米（12英吋）的槍管，而且能夠全自動射擊。目前，貝瑞塔Mx4 Storm只有9×19毫米帕拉貝倫口徑，目前未知會否推出其9×21毫米IMI（Cx4 Storm原來口徑）、.40 S&W和.45 ACP口徑版本。
貝瑞塔Mx4 Storm與不少手枪、包絡式槍機冲锋枪一樣，將彈匣裝入與槍托相連成一體的手槍握把內。它使用來自貝瑞塔92FS／M9系列的可拆卸式彈匣，或是其自身的30發可拆卸式彈匣。
貝瑞塔Mx4 Storm裝有內置伸縮式MIL-STD-1913戰術導軌，可以藉著推動前端槍背帶按鈕和利用拇指護耳將戰術導軌從前護木內沿著槍管的底部拉出。每種Storm系列槍械還可以選擇利用兩顆安裝螺絲以裝上前護木兩側的戰術導軌，而另一種選擇是從生產商購買連底部的三條戰術導軌架連接座。前護木底部的戰術導軌同樣需要利用兩顆安裝螺絲從戰術導軌的兩端螺絲孔才能裝上前護木兩側之下。使用者也可以從生產商購買機匣頂部的戰術導軌和利用工具連安裝至貝瑞塔Mx4 Storm。其機匣頂部的戰術導軌需要使用三顆螺絲和三顆螺母與利用機匣頂部的預鑽洞安裝，使得使用者能夠利用戰術導軌作為光學瞄準鏡基座，並且將另外兩個預鑽洞隱藏在塑料薄膜底下。安裝頂部附加導軌所需要的正確尺寸的鑽頭是不包括在冲锋枪或是頂部導軌套件上，而且必須自行購買。貝瑞塔Mx4 Storm可以利用貝瑞塔配件包裝上最多五條戰術導軌，然後和各種目前流行的机枪、步枪及冲锋枪一樣，使用者可以利用這些戰術導軌以便安裝市面上各種對應導軌的各種光学瞄準镜、紅點鏡／反射式瞄準鏡、全息瞄準鏡、棱鏡式瞄準鏡、夜視鏡、熱成像儀、前握把、戰術燈、雷射瞄準器和／或兩腳架這些戰術配件；另外，貝瑞塔Mx4 Storm亦可以利用槍口螺紋以裝上消聲器，不裝上消聲器時並可裝上保護環。與原槍械一樣有著非常高的自行定製適應能力。
貝瑞塔Mx4 Storm裝上了來自原廠的可調節式機械瞄具系統。前方的柱狀準星可以利用隨槍提供的調整工具調節風偏和海拔。後方「L」字型可翻轉調節的覘孔式照門是兩孔式設計，分別是有迅速射擊和遠距離高精度射擊這兩種選擇。這兩個機械瞄具可以在利用機匣頂部加裝的戰術導軌以安裝日間／夜間光學瞄準鏡、紅點鏡／反射式瞄準鏡、全息瞄準鏡、棱鏡式瞄準鏡、夜視鏡和／或熱成像儀時折疊下來。裝上瞄準鏡的貝瑞塔Mx4 Storm，在100公尺（109.36码，328.08英尺）以內非常的準確，即使在200公尺（218.72码，656.16英尺）以內全自動射擊仍然相當準確。
除了能夠利用戰術配件自行定制貝瑞塔Mx4 Storm以外，它亦是較為少數能夠將手動保險、彈匣卡筍、拉機柄和拋殼口轉換到武器的左側，以適應左撇子的使用者的槍械。

## 使用國
- 哥伦比亚
  - 哥倫比亞空軍（2013年開始採用）
- ：至2016年開始服役。
- 印度
  - 邊防安全部隊：2011年2月14日簽署合同，訂購34,377把貝瑞塔Mx4 Storm。該槍分兩批交付：2011年9月交付第一批17,000把，2012年3月30日交付第二批173,777把。2012年1月，邊防安全部隊人員發現有2,374把存在過量的金屬沉積物，工具痕跡划痕和腐蝕和4把於槍管測試時膨脹。2012年3月27日，印度內政部要求貝瑞塔取代這573把衝鋒槍。但貝瑞塔卻把一些槍械的缺陷歸咎於印方不適當的清潔方和使用不良的彈藥。另外訂購了34,000把卡賓槍。68,377把Storm衝鋒槍的總量達到了₹250,400,000,000（$417,300,000）。[2]
- 義大利
  - 意大利海軍（訂購90把貝瑞塔Mx4 Storm（共€58,600），並於2014年交付。在2017年他們又發出第二份訂單[3]）[4]
- 葡萄牙

## 流行文化

### 电子游戏
- 2012年—《战争前线》：命名为“Beretta Mx4 Storm”，为工程兵专用武器，使用30发弹匣供彈，Point点购买，可以改装枪口配件（通用消音器、冲锋枪消音器、冲锋枪制退器、冲锋枪刺刀）、战术导轨配件（通用握把、冲锋枪握把、冲锋枪握把架）以及瞄准镜（EOTECH 553全息瞄准镜、绿点全息瞄准镜、红点瞄准镜、冲锋枪普通瞄准镜、冲锋枪高级瞄准镜、冲锋枪专家瞄准镜）。
- 2013年—：最早於韓國版2013年10月31日時推出。在遊戲中使用啞黑色槍身、發射9×19毫米魯格手槍子彈並以30發容量彈匣供彈，並裝上了垂直前握把，命名為「Beretta MX4 Storm」，奇怪地裝有一根貝瑞塔Cx4 Storm的長槍管。中國大陸版於2015年3月25日時推出。
- 2013年—：命名為「MX4」（中文版則命名為「MX4衝鋒槍」），發射9×19毫米子彈，載彈量30+1發，最高攜彈量為93發（單人模式）。單人模式之中於「怒海爭鋒」（South China Sea）戰役達到銀牌時解鎖並且可由美国海军陆战队精英小隊「墓碑」隊長丹尼爾·雷克（Daniel Recker）所使用；多人聯機模式時為美國、中國及俄羅斯三方「工程兵」（Engineer）的預設武器，被歸類為個人防衛武器，預設使用反射式、雷射瞄準器和舒適握把技能，並可以使用制動器、M145（放大3.4倍）、手電筒、直角握把、防火帽、全像、寛型握把、消音器、ACOG（放大4倍）、斜視金屬瞄準器、重型槍管以及七件戰鬥包附件（FLIR（紅外線放大2倍）、稜鏡（放大3.4倍）、JGM-4（放大4倍）、土狼、消光器、折疊握把、馬鈴薯握把、直立握把、綠點雷射瞄準器、紅外線夜視鏡（紅外線放大1倍）、眼鏡蛇、LS06消音器、PBS-4消音器、雷射／燈光組合、PKA-S、PK-A（放大3.4倍）、PSO-1（放大4倍）、R2消音器、戰術燈、三光束雷射、HD-33當中之七）。
- 2015年－：资料片「背叛」（Betrayal）獨有武器之一。命名為“MX4”，歸類為衝鋒槍，發射9×19毫米鲁格彈，載彈量30+1發，價格為$60,000，能夠由雙方機械師（Mechanic）所使用。可加裝各種瞄準鏡（反射、眼鏡蛇、全息瞄準鏡（放大1倍）、PKA-S（放大1倍）、Micro T1、SRS 02、Comp M4S、M145（放大3.4倍）、PO（放大3.5倍） 、ACOG（放大4倍）、PSO-1（放大4倍）、IRNV（放大1倍）、FLIR（放大2倍））、附加配件（傾斜式機械瞄具、傾斜式紅點鏡、延長彈匣（增至35+1發）、電筒、戰術燈、激光瞄準器）、槍口零件（制退器、補償器、重槍管、抑制器、消焰器）及握把（垂直握把、粗短握把、直角握把）。
- 2015年—《小兵步槍》：命名為「Mx4 Storm」以30發弹匣供彈。
- 2015年—：命名为Mx4 Storm，以30发弹匣供弹，由意大利GIS干员Alibi所使用，射速从现实的1200发／分钟降为950发／分钟。

## 資料來源
1. ↑  . 2011-03-07  [2011-03-07]. （原始内容存档于2020-10-27）.
2. ↑  .   [2017-12-23]. （原始内容存档于2015-02-06）.
3. ↑   (PDF).   [2017-12-23]. （原始内容存档 (PDF)于2017-07-29）.
4. ↑  .   [2017-12-23]. （原始内容存档于2019-09-25）.

## 外部連結
- （英文）—Modern Firearms—Beretta MX4 submachine gun（页面存档备份，存于）
- （英文）—The Firearm Blog.com－New Beretta Mx4 Storm Submachine Gun（页面存档备份，存于）
- （英文）—The Truth About Guns.com—Beretta Mx4 Storm Submachine Gun: Geiger Guns Rule!（页面存档备份，存于）
- （英文）—Tiga Laras Indonesia—BERETTA MX4 STORM[永久]
- （英文）—Worldwide-Defence—At the IDEX 2011 was presented for the first time the submachine gun Beretta MX4 Storm
- （英文）—Jane's Defence Weekly—IDEX 2011: Beretta secures major BSF order for its Mx4 carbine
- （英文）—Military, Security and Civilian Guns—Beretta Mx4 Storm（页面存档备份，存于）
- （简体中文）—D Boy Gun World（槍炮世界）—Mx4 Storm冲锋枪（页面存档备份，存于）